# 湊町出入口
湊町出入口（みなとまちでいりぐち）は、大阪府大阪市浪速区にある、阪神高速道路1号環状線の出入口および15号堺線の出口。
難波・道頓堀といった大阪ミナミの最寄り出入口のひとつで、環状線えびす町方面および堺線高津方面からの出口、堺線堺方面からの出口、環状線信濃橋方面への入口がそれぞれ設置されているハーフICである。湊町JCTおよび湊町PAを併設している。PAと出入口の相互利用はできない。

## 歴史
1964年、環状線土佐堀 - 湊町間の開通とともに供用を開始した。開通当初は出口であったが、環状線の走行方向変更により1965年に入口となった。また、当初は「なんば」と称していた。
1996年には、えびす町方面および高津方面からの出口を供用開始した。放射路線各方面から大阪都心南西部への直接乗り入れを可能とし、なんば出口の利用客の転移によるえびすJCT付近の渋滞緩和を目的に設置された。立体道路制度を適用して建設された出口であり、大阪シティエアターミナル（OCAT、JR難波駅）と一体的に整備された。
2002年には、堺方面からの出口と信濃橋方面への新入口を供用開始した。出口は流出促進による湊町JCT付近の渋滞緩和、入口は千日前通の賑橋跡に存在した旧入口の線形改善（付け替え）を目的に設置された。こちらも立体道路制度を適用して建設された出入口であり、湊町リバープレイスと一体的に整備された。

### 年表
- 1964年6月28日 - 出口として供用開始。
- 1965年12月12日 - 入口に変更。
- 1996年3月12日 - 環状線出口・堺線西行出口の供用開始。
- 2002年4月4日 - 堺線東行出口・環状線新入口の供用開始。旧入口を閉鎖。

## 道路
- 阪神高速1号環状線(1-01)
- 阪神高速15号堺線(1-01,15-01)

## 接続する道路
- 千日前通
- 四つ橋筋

## 料金所

### 湊町料金所
- ブース数：2
  - ETC/一般：2

## 周辺
- 大阪シティエアターミナル（OCAT、JR難波駅）（えびす町方面および高津方面からの出口と2階バスターミナルが直結している）
- 湊町リバープレイス（なんばHatch・FM OSAKA社屋）（堺方面からの出口と信濃橋方面への入口、加えて、湊町パーキングエリアを共有する）
- なんばパークス
- 髙島屋（南海難波駅）
- 地下鉄難波駅・大阪難波駅（近鉄・阪神）
- なんばマルイ
- 戎橋
- 心斎橋筋
- 道頓堀 - 本入口付近で中央区・西区・浪速区が境界を接しており、1号環状線の高架下以西は西道頓堀川とも呼ばれる。
- 日本橋でんでんタウン
- 法善寺横丁
- 堀江
- アメリカ村
- なんばウォーク
- 産経新聞大阪本社

## 隣
阪神高速1号環状線
(1-13)えびす町入口 - (1-14)なんば出口 - (1-01)湊町出入口/JCT - (1-02)四ツ橋入口 - (1-03)信濃橋出入口/西船場JCT
阪神高速15号堺線
(1-11)高津入口 - 高津JCT - (1-01,15-01)湊町出口/JCT/PA（PAは東行のみ） - (15-02)汐見橋入口 - (15-03)芦原出口